# Jakub Centnerszwer

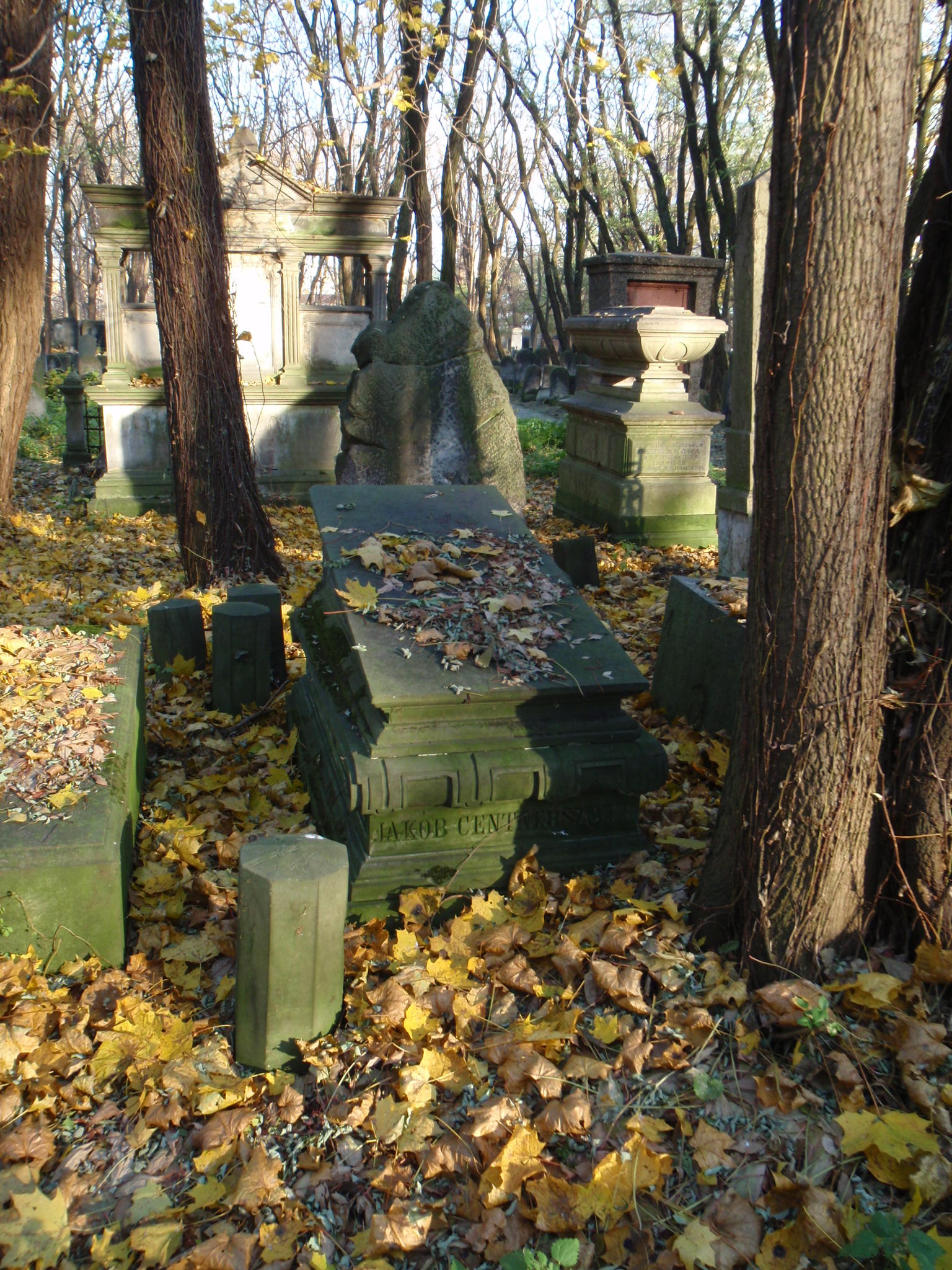
Grób Jakuba Centnerszwera na cmentarzu żydowskim w Warszawie

Jakub Centnerszwer (ur. 13 lipca 1798 w Warszawie, zm. 30 listopada 1880 tamże) – polski matematyk i pedagog żydowskiego pochodzenia.
Urodził się w Warszawie w ortodoksyjnej rodzinie żydowskiej. Studia matematyczne odbył w Niemczech. W 1825 w Berlinie zostały wydane jego tablice mnożeń i obliczania kwadratów i pierwiastków: „Neu erfundene Multiplikations und Quadrat Tafeln, vermittelst welcher man die Produkte aller vierziffrigen und die Wurzeln aller fünfziffrigen Zahlen sehr leicht finden kann”. Przedmowę do tej książki napisali profesorowie Grüson i Ideler.
Po powrocie do Warszawy uczył matematyki w rządowej Szkole Rabinów z polskim językiem wykładowym przedmiotów świeckich i w niedzielnej Szkole Handlowej (1851–1864), utrzymywanej przez Zgromadzenie Kupieckie w Warszawie. Po wprowadzeniu w Królestwie monety rosyjskiej opracował i wydał w 1842 „Nowe tablice zamiany monety polskiej na rosyjską i odwrotnie wraz z tablicą ruchomą do tego celu służącą”. Ogłosił gruntowny rozbiór krytyczny książki „Zasady algebry Mayera i Choqueta”, przełożonej na język polski przez Wincentego Wrześniowskiego, wydanej w 1845 przez Bibliotekę Warszawską.
Zmarł w Warszawie. Jest pochowany na cmentarzu żydowskim przy ulicy Okopowej (kwatera 20). Jego synem był Gabriel Centnerszwer (1841-1917).

## Literatura dodatkowa
- Samuel Dickstein: Centnerszwer Jakub. W: Polski Słownik Biograficzny. T. 3: Brożek Jan – Chwalczewski Franciszek. Kraków: Polska Akademia Umiejętności – Skład Główny w Księgarniach Gebethnera i Wolffa, 1937, s. 229. Reprint: Zakład Narodowy im. Ossolińskich, Kraków 1989, ISBN 83-04-03291-0